# Before Sunrise
Before Sunrise (deutsch Vor Sonnenaufgang, alternativ: Before Sunrise – Zwischenstopp in Wien) ist ein Spielfilm aus dem Jahr 1995. Regie führte Richard Linklater, der auch gemeinsam mit Kim Krizan das Drehbuch verfasste. Ethan Hawke spielt den Amerikaner Jesse, der auf einer Europareise die Bekanntschaft der Französin Celine, gespielt von Julie Delpy, macht. Die Handlung ist minimalistisch und zeigt fast nur die beiden Hauptpersonen, die durch Wien spazieren, sich unterhalten und ineinander verlieben.
Der Film wurde fortgesetzt mit Before Sunset (2004) und Before Midnight (2013).

## Handlung
Am 16. Juni 1994 lernen sich der Amerikaner Jesse und die Französin Celine auf einer Zugfahrt von Budapest nach Paris kennen. Celine reist nach einem Besuch ihrer Großmutter in Ungarn nach Paris zurück, während Jesse quer durch Europa gereist ist und am nächsten Morgen in Wien seinen Rückflug in die USA nehmen muss. Die Beobachtung eines streitenden Ehepaares im Zug führt zu ersten Wortwechseln zwischen den beiden, aus denen sich schnell ein intensives Gespräch entwickelt. Beide sind sofort voneinander angezogen. Als der Zug Wien erreicht und Jesse aussteigen muss, überredet er Celine, ihre Bahnfahrt in Wien für einen Tag zu unterbrechen, damit sie mehr Zeit miteinander verbringen können.
Die beiden spazieren durch Wien und unterhalten sich über ihr Leben, ihre Weltansichten und die Liebe. Jesse ist ein Romantiker, der sich als Zyniker darstellt, und Celine eine Romantikerin, die jedoch einige Zweifel hat. Am nächsten Morgen verabschieden sie sich am Wiener Westbahnhof, als sie den Zug nach Paris nehmen muss. Ursprünglich wollten Jesse und Celine ihre Begegnung einmalig halten und keinerlei Telefonnummern oder Adressen austauschen. Im letzten Moment versprechen sie sich aber nach der gemeinsam verbrachten Nacht, sich exakt in sechs Monaten am selben Bahnsteig wiedertreffen zu wollen. Es bleibt zunächst offen, ob eine erneute Begegnung stattfindet.

## Entstehungshintergrund
Dem Regisseur und Drehbuchautor des Films, Richard Linklater, kam die Idee zum Film, als er mit einer Frau namens Amy eine ähnliche Erfahrung teilte: Sie unterhielten sich die gesamte Nacht, während sie durch die Straßen von Philadelphia wanderten. Wie bereits mehrere seiner vorherigen Filme spielt die Handlung nur über den Zeitraum von rund einem Tag; im Gegensatz zu seinen früheren Ensemblefilmen handelt es sich bei Before Sunrise aber um einen Film, der ganz auf seine beiden Hauptfiguren zugeschnitten ist. Mit Ethan Hawke und Julie Delpy verpflichtete er zwei Schauspieler, die trotz ihres jungen Alters bereits auf eine längere und eindrucksvolle Filmkarriere zurückblicken konnten.
Der Film wurde mit einem verhältnismäßig bescheidenen Budget von 2,5 Millionen US-Dollar an Originalschauplätzen in Wien gedreht, so beispielsweise auf und an dem Schiff Johann Strauß im Wiener Donaukanal. Obwohl mehrere Wahrzeichen Wiens zu sehen sind, versuchte Linklater auch weniger bekannte und ebenso spannende Orte in Wien als Schauplätze unterzubringen.
Laut Tex Rubinowitz, der im Film den Theaterschauspieler auf der Brücke verkörpert, hatten weitere Wiener Persönlichkeiten wie die Moderatoren Christoph Grissemann und Thomas Edlinger kleinere Rollen übernommen, die es dann allerdings nicht in den fertigen Film schafften. Der klassische Musiker Wolfgang Glüxam spielt an einer Stelle des Filmes in einem Keller auf einem Cembalo die Goldberg-Variation 25 von Johann Sebastian Bach. Harald Waiglein, Rockmusiker bei der Band Bomb Circle sowie später Radiomoderator und hochrangiger Mitarbeiter im österreichischen Finanzministerium, hat einen Auftritt als Gitarrist im Club. Zu den Gästen im Cafe, deren Gespräche man kurz hört, zählen unter anderem die Kulturschaffenden Hans Weingartner, Liese Lyon, Peter Ily Huemer, Hubert Fabian Kulterer, Branko Andrić, Christian Ankowitsch und John Sloss, Produzent des Filmes.
Before Sunrise kam am 27. Januar 1995 in die US-amerikanischen Kinos, wo der Film am ersten Wochenende 1,42 Millionen US-Dollar und insgesamt 5,53 Millionen US-Dollar einspielte. Als großer kommerzieller Erfolg erwies sich der Film vor allem in Europa. Das Einspielergebnis außerhalb der USA betrug 17,2 Millionen US-Dollar. In Deutschland, wo der Film am 30. März 1995 startete, sahen ihn 301.329 Besucher in den Kinos.

## Synchronisation
In der deutschen Synchronfassung ist Frank Schaff als Stimme für Jesse (Ethan Hawke) zu hören, Nana Spier spricht Celine (Julie Delpy).

## Kritiken
Kritiken zum Film fielen fast durchgehend positiv aus. Auf der bekannten Website Rotten Tomatoes, die englischsprachige Kritiken sammelt, erzielte der Film eine sehr seltene 100 %-Bewertung. Before Sunrise avancierte neben Cameron Crowes Singles – Gemeinsam einsam und Ben Stillers Reality Bites – Voll das Leben zu einem Generation-X-Film. Laut Linklaters Biograf Thomas Christie schätzen Kritiker vor allem die Frische und Schlichtheit des Films, es wurden auch Vergleiche mit den Filmen Éric Rohmers gemacht. Besonders viel Lob erhielten die beiden Hauptdarsteller.

„Außer wenigen bizarren Randfiguren beschränkt sich der Film ganz auf seine sympathischen Hauptpersonen. Streckenweise recht romantisch und stark dialogbezogen, stellt er Fragen nach Sinn und Aufgaben menschlichen Lebens und weist Ichbezogenheit als dem Glück hinderlich aus.“

„Dies ist auch der Haken des Films, wo vieles, was sich anfangs zaghaft andeutet, am Ende erbarmungslos tot geredet wird. Dennoch umgibt Richard Linklater seine Geschichte mit einem Zauber und einer Natürlichkeit, wie sie im Kino rar geworden sind. So haben die beiden jungen Menschen, mit all ihren Hemmungen und Kompliziertheiten, von Anfang an unsere tiefste Sympathie.“

„Richard Linklater liebt die einfachen Dinge. Bei ihm muss nicht viel passieren, um einen Film in Gang zu halten. Und so plätschert Linklaters dritter Film mit der wohl häufigsten aller Geschichten ‚Boy meets girl‘ dahin. Und wir schauen zu, wie sich zwei anfangs unsichere Menschen kennen und lieben lernen. Die romantische, aber auch alltägliche Donaumetropole Wien gibt die dafür passende Kulisse ab. In den Kaffeehäusern, Bars und Parks reden die Protagonisten über Gott und die Welt. Ähnlich hat schon Regisseur Éric Rohmer das Leben eingefangen. ‚Diese schlichte Art, Geschichten zu erzählen, trifft dort, worauf jedes konstruierte Kitsch-Drama vergebens zielt, mitten ins Herz‘, urteilte die Kritik.“

## Auszeichnungen
Der Film lief im Wettbewerb um den Goldenen Bären der Berlinale 1995, konnte sich aber nicht gegen den Film Der Lockvogel – L’Appât des französischen Regisseurs Bertrand Tavernier durchsetzen. Regisseur Richard Linklater gewann den Silbernen Bären als Bester Regisseur. Die beiden Hauptdarsteller Ethan Hawke und Julie Delpy wurden in der Kategorie Bester Filmkuss für den MTV Movie Award nominiert.
Die Deutsche Film- und Medienbewertung FBW in Wiesbaden verlieh dem Film das Prädikat „besonders wertvoll“.

## Fortsetzungen
Im Jahr 2004 folgte eine Fortsetzung mit dem Titel Before Sunset (auch als Before Sunrise II bezeichnet), mit demselben Regisseur und denselben Hauptdarstellern. Jesse und Celine treffen sich Jahre nach ihrer Begegnung in Paris wieder.
2013 folgte die zweite Fortsetzung Before Midnight des Trios Linklater, Hawke und Delpy.